# Parallelia koroensis
Parallelia koroensis är en fjärilsart som beskrevs av Robinson 1969. Parallelia koroensis ingår i släktet Parallelia och familjen nattflyn. Inga underarter finns listade i Catalogue of Life.